# Nelsonic Industries
Nelsonic Industries es una empresa estadounidense de fabricación y desarrollo de productos electrónicos que operó desde Long Island City, Queens, Nueva York a principios de la década de 1980 y durante toda la década de 1990, cuando fue adquirida por el fabricante de relojes M.Z. Berger. Nelsonic produjo numerosos relojes de pulsera con temas de juguetes, a menudo dirigidos a audiencias más jóvenes con imágenes de personajes de franquicias populares como Barbie, los Cazafantasmas y Mario Bros. Nelsonic se hizo notable a principios de la década de 1980 por ser la primera empresa de electrónica en los Estados Unidos en producir relojes de juegos (dispositivos electrónicos multipropósito capaces de funcionar como un reloj y como un juego típicamente electrónico). Durante un período posterior a su compra por parte de M.Z. Berger, Nelsonic funcionó como una división subsidiaria de su empresa matriz y se produjeron relojes de deporte que llevaban la marca Nelsonic. Esta práctica terminó cuando M.Z. Berger cambió su enfoque hacia relojes más tradicionales y de alta gama. Hoy en día, la línea original de Nelsonic Game Watch ha entrado en el mercado secundario y los Game Watches individuales se han convertido en objetos de colección muy buscados que a menudo alcanzan precios elevados en eBay y otros sitios web de subastas en línea.

## Historia

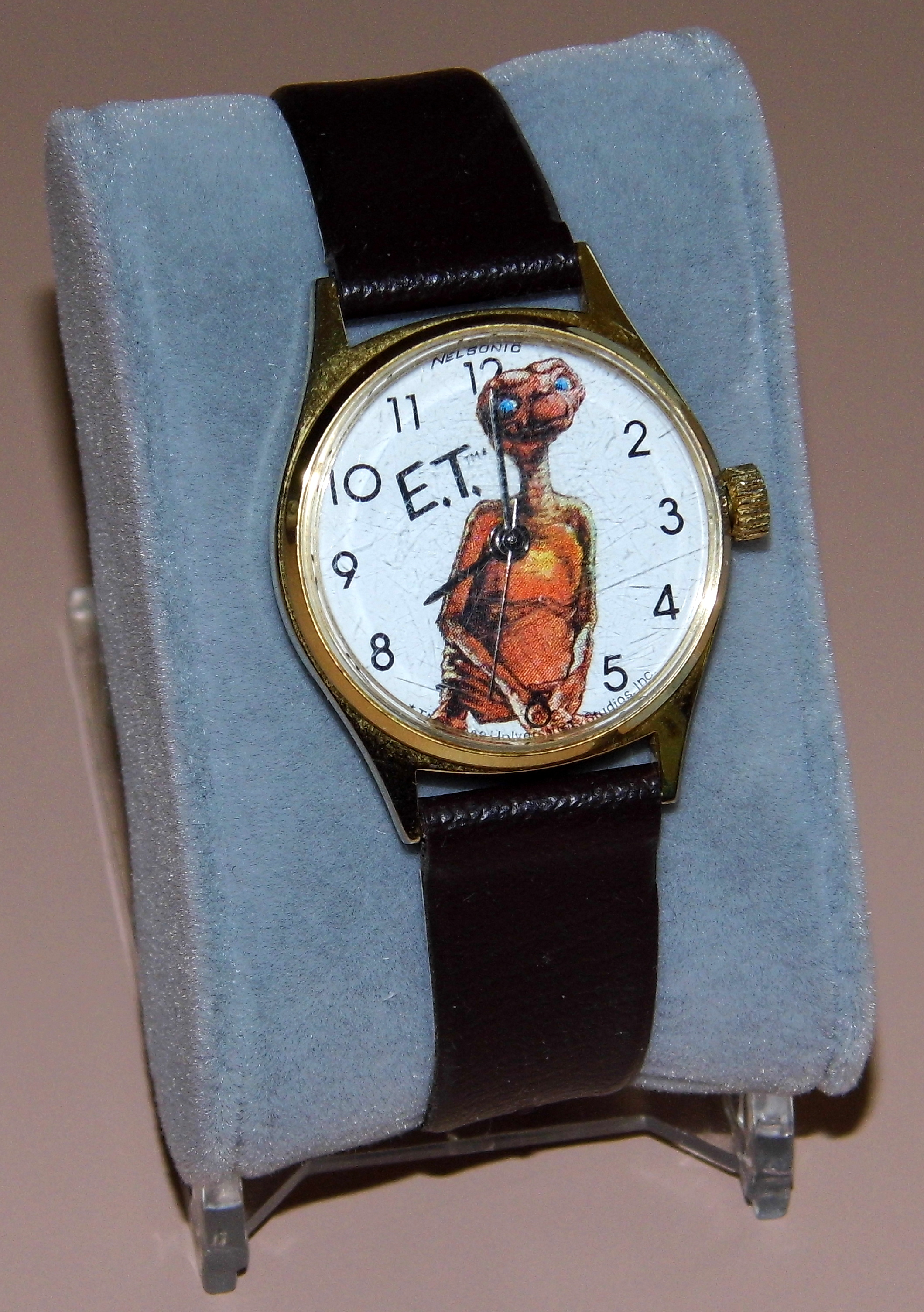
Reloj analógico Nelsonic de E.T., el extraterrestre (1982).

A lo largo de su existencia, Nelsonic produjo relojes de pulsera con temas de la cultura popular para niños y adultos jóvenes. Los relojes digitales con cronógrafo, generalmente hechos de plástico moldeado, invariablemente presentaban una alarma y utilizaban pantallas LCD para mostrar la hora a sus usuarios. Con el tiempo, la empresa comenzó a fabricar unidades multipropósito que utilizaban la pantalla LCD para combinar funciones de visualización de la hora con funciones simples de videojuegos. Estos videojuegos simples eran variaciones del tema del reloj con calculadora, y la patente que cubre la línea Game Watch está de hecho clasificada como una "estructura de reloj con calculadora electrónica".  El primer reloj de juego de la compañía se llamó Space Attacker. Al convertirse en el primer fabricante de productos electrónicos de Estados Unidos en producir relojes para juegos, Nelsonic obtuvo una gran participación en este mercado especializado y logró captar la atención de las grandes empresas de videojuegos en eventos como el Consumer Electronics Show. Habiendo captado la atención popular y con buena voluntad en un punto alto, Nelsonic pudo obtener licencias de varias compañías de videojuegos de renombre como Sega, Nintendo, Midway Games, y Electrónica Mylstar. Con raíces en el mercado de juguetes, Nelsonic también pudo obtener licencias similares para producir versiones LCD de juguetes electrónicos populares como Simon de Milton Bradley, así como para producir juegos LCD originales para franquicias de juguetes que no son juegos como Barbie, GI Joe,  y Power Rangers e incluso para franquicias de cine y televisión como Ghostbusters. La marca Nelsonic se volvió tan conocida que incluso pudo licenciar sus propios juegos originales (como la versión Nelsonic del blackjack de dominio público que fue licenciada al Caesars Palace).
A medida que pasó el tiempo, Nelsonic experimentó con productos de alta gama, como relojes de metal y diseños de relojes de juego cada vez más complejos. En 1990, el gigante relojero M.Z. Berger hizo una gran oferta y consiguió adquirir la empresa con éxito.  Durante casi una década después de esta adquisición, M.Z. Berger continuó utilizando Nelsonic como filial y empleando la marca Nelsonic en el lanzamiento de relojes de juego y en la producción de nuevas reediciones de modelos populares de los años 80 y principios. Década de 1990. Sin embargo, a finales de la década de 1990, el interés del público había disminuido (muy posiblemente debido al aumento de la popularidad de consolas de videojuegos portátiles más avanzadas y, eventualmente, de otros dispositivos informáticos portátiles, como las PDA y teléfonos inteligentes) y esta práctica llegó a su fin cuando M.Z. Berger cambió los mercados para dirigirse más exclusivamente a los consumidores finales más altos.
Hoy en día, la marca Nelsonic todavía se utiliza para los relojes tradicionales y no se utiliza en relación con los relojes de juego. Sigue siendo una filial de M.Z. Berger y en 2007 figuraba en la lista de la AAFES por haber obtenido más de 1,9 millones de dólares en ventas.

## Relojes de juego
A continuación se muestra una lista de unidades vendidas por Nelsonic como parte de su línea Game Watch. También se incluyen los relojes de juegos vendidos bajo el término "Wrist Game" (por ejemplo, Ghost Busters), "Action Watch Game" (por ejemplo, Barbie) y "Gamewatch Boy" (por ejemplo, Super Mario Race).
| Ti´tulo                         | Fecha          | Licensedo por          | Basedo en             | Notas | Referencias                 |
| ------------------------------- | -------------- | ---------------------- | --------------------- | --- | --------------------------- |
| Barbie Tennis                   | 1990           | Mattel                 | Barbie                | | [ 12 ] [ 20 ] [ 21 ]        |
| Baseball                        |                |                        | Baseball              | Viene con un monocular de 5×16 mm de la marca Nelsonic desmontable por separado para ayudar a ver la pantalla pequeña. | [ 22 ]                      |
| Black Jack                      |                |                        | Blackjack             | Más tarde fue relanzado bajo licencia para Caesars Palace, donde se vendió en su tienda de regalos como Caesars Palace Black Jack (también descrito como Caesars Black Jack en la caja). | [ 23 ]                      |
| Bo Bear                         |                |                        |                       | | [ 24 ]                      |
| Dinky Dino's Watch              | 1997           |                        |                       | Un juego digital de mascotas virtuales similar al Tamagotchi, este Game Watch también se lanzó bajo el nombre de Dinopet. | [ 25 ]                      |
| Donkey Kong                     | 1994           | Nintendo               | Donkey Kong           | | [ 26 ] [ 27 ] [ 28 ]        |
| Football                        |                |                        | Association football  | Esta unidad fue lanzada simultáneamente en los Estados Unidos como Soccer, y más tarde fue relanzada en al menos otro estilo diferente de diseño físico. | [ 31 ]                      |
| Frogger                         | 1983           | Sega                   | Frogger               | | [ 6 ] [ 32 ] [ 33 ]         |
| Ghostbusters                    | 1990           | Columbia Pictures      | Ghostbusters          | También se describe en la caja como The Real Ghostbusters. | [ 34 ] [ 35 ]               |
| G. I. Joe: A Real American Hero | 1990           | Hasbro                 | G.I. Joe              | | [ 13 ]                      |
| Grand Prix                      |                | Casio                  | Auto racing           | | [ 36 ]                      |
| The Legend of Zelda             | 1989           | Nintendo               | The Legend of Zelda   | Lanzado en versiones negras, rojas, blancas y rosas. Lanzado en Europa en diciembre de 1992 por Zeon. | [ 37 ] [ 38 ] [ 39 ]        |
| Luigi's Hammer Toss             | 1990           | Nintendo               | Super Mario Bros. 2   | Lanzado en negro bajo el nombre de Luigi's Hammer Toss en Norteamérica y simplemente llamado Luigi en Japón. Se ofrece en algunos restaurantes japoneses McDonald's. Primer juego en presentar a Luigi como el único personaje jugable principal. | [ 41 ] [ 42 ] [ 43 ] [ 44 ] |
| Major League Baseball           |                |                        | Major League Baseball | | [ 45 ] [ 46 ]               |
| The Maze Watch                  |                |                        | Labyrinth             | Uno de los primeros relojes de caza Nelsonic, la parte del juego de esta unidad es un laberinto físico (no electrónico). | [ 47 ]                      |
| Melody Car Racing               |                |                        | Auto racing           | Viene con un monocular de 5×15 mm de la marca Nelsonic desmontable por separado para ayudar a ver la pantalla pequeña. | [ 48 ]                      |
| Mighty Morphin Power Rangers    | 1994           | Saban Entertainment    | Power Rangers         | | [ 14 ] [ 49 ]               |
| Ms. Pac Man                     | 1982           |                        | Ms. Pac-Man           | | [ 50 ] [ 51 ]               |
| Pac Man                         | 1982           | Midway Games           | Pac-Man               | Este juego se vendió por entre $ 25 y $ 35 y rápidamente se convirtió en uno de los relojes de juego Nelsonic más populares, vendiendo más de 500,000 unidades. Esta unidad se lanzó con varios gráficos de placa frontal diferentes y al menos 2 estilos diferentes de diseño físico: uno con 4 botones direccionales y el otro con un pequeño joystick que se podía ensamblar.    | [ 9 ] [ 52 ]                |
| Poochie Watch                   | 1997           |                        |                       | | [ 53 ]                      |
| Princess Toadstool's Castle Run | 1990           | Nintendo               | Super Mario Bros. 2   | Lanzado en amarillo bajo el nombre de Princess Toadstool's Castle Run en América del Norte y simplemente llamado Peach en Japón. Se ofrece en algunos restaurantes japoneses McDonald's. Es el primer juego en presentar a la Princesa Peach como el único personaje jugable principal.                                                                                             | [ 57 ] [ 55 ] [ 58 ] [ 59 ] |
| Q*Bert                          | 1983           | Mylstar Electronics    | Q*Bert                | | [ 10 ] [ 60 ] [ 61 ]        |
| Race Car                        |                |                        | Auto racing           | | [ 62 ] [ 63 ]               |
| Sea Ranger                      |                | Aldo                   |                       | | [ 64 ] [ 65 ]               |
| Simon                           |                | Milton Bradley Company | Simon                 | | [ 66 ] [ 67 ]               |
| Space Attacker                  | 1981           |                        |                       | El juego también fue lanzado bajo el nombre de Star Trek II: The Wrath of Khan por Collins Industrial Co., bajo el nombre de Cosmic Wars por Majestron, y el diseño fue utilizado en el pornográfico Sexum Watch (otro lanzamiento de terceros). El juego fue relanzado por Nelsonic en 1983 como Space Wars, y existen versiones del juego en variantes de plástico negro y metal. | [ 73 ] [ 74 ]               |
| Star Fox                        | 1993           | Nintendo               | Star Fox              | El juego fue lanzado por Nelsonic simultáneamente en Europa como Starwing y fue relanzado con al menos 2 estilos diferentes de diseño físico. Algunas versiones venían con un conector para auriculares y auriculares. | [ 75 ] [ 76 ]               |
| Super Mario Bros.               | 1989           | Nintendo               | Super Mario Bros.     | Lanzado en colores blanco y negro. También lanzado bajo el título Mario Bros. Este juego venía con un conector para auriculares y auriculares. | [ 7 ] [ 78 ] [ 79 ] [ 80 ]  |
| Super Mario Bros. 2             | 1989           | Nintendo               | Super Mario Bros. 2   | |                             |
| Super Mario Bros. 3             | 1990 1992 (UK) | Nintendo               | Super Mario Bros. 3   | Lanzado en versiones de color negro, blanco, rojo y rosa. Lanzado en Europa en diciembre de 1992 por Zeon. | [ 81 ] [ 82 ] [ 83 ]        |
| Super Mario Bros. 4             | 1991           | Nintendo               | Super Mario World     | También se describe en la correa del reloj como Super Mario World. Este juego venía con un conector para auriculares y auriculares. | [ 84 ] [ 85 ]               |
| Super Mario Race                | 1992           | Nintendo               | Super Mario Kart      | La parte frontal del paquete utiliza la portada japonesa de la versión de Game Boy de F-1 Race. | [ 86 ]                      |
| Tank Battle                     | 1982           |                        |                       | También se lanzó bajo los títulos Plane & Tank Battle y Tank & Plane Battle. | [ 87 ] [ 88 ]               |
| Tetris                          | 1990           | Nintendo               | Tetris                | Muy bien recibido por la crítica. Lanzado en versiones negra, blanca, roja y rosa. Lanzado en Europa en diciembre de 1992 por Zeon. | [ 89 ] [ 90 ] [ 91 ]        |